# ハロルド・ソロモン
ハロルド・ソロモン（Harold Solomon, 1952年9月17日 - ）は、アメリカ・ワシントン出身の元男子プロテニス選手。1976年の全仏オープン男子シングルス準優勝者。シングルス自己最高ランキングは5位。ATPツアーでシングルス22勝、ダブルス1勝を挙げた。身長167cm、体重59kgで、男子プロテニス界では小柄な体格の選手だった。ソロモンは“the human backboard”（人間バックボード）と呼ばれたほど温厚な人柄の持ち主だったが、対戦相手の選手たちは彼の巧みなロブショットやリターンに“いらだつ”ことが多かったという。

## 経歴
ソロモンは5歳からテニスを始め、ライス大学在学中の1972年にプロ入りした。4大大会初出場だった1972年全仏オープンで、ソロモンは1回戦でマーティン・マリガン、2回戦でジミー・コナーズ、3回戦でギリェルモ・ビラスを破って勝ち進み、マニュエル・オランテス（スペイン）との準々決勝まで勝ち進む。それ以来、ソロモンは全仏オープンで抜群の強さを発揮した。2年後の1974年、ソロモンはビョルン・ボルグとの準決勝に進んだ。そしてついに、彼は1976年全仏オープンで決勝に進出したが、イタリアのアドリアーノ・パナッタに 1-6, 4-6, 6-4, 6-7 で敗れて準優勝になった。
ソロモンは全米オープンでも、1977年にベスト4進出がある。この準決勝では、ソロモンはギリェルモ・ビラスに 2-6, 6-7, 2-6 のストレートで敗れた。それから3年後、1980年にソロモンは全仏オープンで4年ぶり3度目の準決勝進出を決めたが、そこではボルグに 2-6, 2-6, 0-6 のストレートで完敗した。1980年の大会では、ボルグは「全試合ストレート勝ち」を達成するほどの絶好調ぶりだった。3度目の全仏準決勝進出の後、ソロモンは世界ランキングを自己最高の「5位」に上げたが、1980年10月のイスラエル・テルアビブ大会の優勝を最後に、ATPツアーの優勝から見放されてしまった。
ハロルド・ソロモンはキャリアを通じて全仏オープンを最も得意としたが、ウィンブルドンは4度のみの出場で、すべて初戦敗退に終わり、芝生の大会では1勝もできなかった。全豪オープンには1度も出場していない。1980年から1983年まで、ソロモンは男子プロテニス協会の会長を務めた。1986年に現役を引退してからは、テニスコーチとしても優れた力量を発揮し、メアリー・ジョー・フェルナンデスやジェニファー・カプリアティなどのトップ選手たちのコーチに携わってきた。2004年に「国際ユダヤ人スポーツ殿堂」入りを果たしている。